# Tarsem Singh
Pour les articles homonymes, voir Singh.
Tarsem Singh, ou simplement Tarsem, est un réalisateur, producteur et scénariste indien, né le 26 mai 1961 à Jalandhar (Pendjab).

## Biographie
Né en Inde en 1961, Tarsem Dhandwar Singh étudie à la Bishop Cotton School de Shimla, puis est diplômé du Art Center College of Design de Pasadena en Californie.
Il commence sa carrière en réalisant des clips : Hold On pour En Vogue, Sweet Lullaby pour Deep Forest et Losing My Religion pour R.E.M., clip pour lequel il gagne le MTV Video Music Award for Video of the Year en 1991. Il réalise aussi des films publicitaires pour Nike, Coca-Cola, etc.
Il réalise ensuite son premier long métrage, The Cell, en 2000. En 2006 sort The Fall, réalisé sur une période de quatre ans, sur des lieux de tournage les plus insolites.
En 2011, il réalise Les Immortels (Immortals) qui s'inspire librement de plusieurs mythes grecs, principalement de la Titanomachie et de l'affrontement entre Thésée et le Minotaure.
Son film suivant, Blanche-Neige (Mirror, Mirror), est une adaptation féerique de Blanche-Neige des frères Grimm.
Il réalise la plupart de ses films en collaboration avec Nico Soultanakis (scénariste et coproducteur), Lionel Kopp (post-producteur consultant et coloriste) et Eiko Ishioka (chef costumière).
Il réalise les dix épisodes de la série Emerald City inspirée du roman de Lyman Frank Baum Le Magicien d'Oz.

## Filmographie

### Longs métrages
réalisation si aucune précision
- 2000 : The Cell
- 2006 : The Fall (également scénariste et producteur)
- 2011 : Les Immortels (Immortals)
- 2012 : Blanche-Neige (Mirror, Mirror)
- 2015 : Renaissances (Self/less)
- 2023 : Dear Jassi

### Série télévisée
- 2017 : Emerald City

### Clips
- 1990 : Tired of Sleeping pour Suzanne Vega
- 1990 : Hold On pour En Vogue
- 1991 : Losing My Religion pour R.E.M.
- 1993 : Sweet Lullaby pour Deep Forest
- 2020 : 911 pour Lady Gaga

### Publicités
- Coca-Cola : India
- Levi's : Wasted, Swimmer, New Orleans
- MTV : Food for Thought, Il Douche
- Miller Lite : Pro Wrestlers
- Nike : Warriors, Good vs. Evil, Gladiator
- Pepsi : Surf
- Reebok : Storm
- John Hancock : Sarajevo
- Smirnoff : Message in a bottle
- Superga : The Challenge

## Distinctions
Récompenses
- MTV Video Music Award for Video of the Year 1991 pour Losing My Religion (pour R.E.M.)
- Directors Guild of America 1997 : Meilleure réalisation de films publicitaires Good vs. Evil (pour Nike), Poolboy (pour Levi's) et Red (pour Coca-Cola)
- BAFTA Awards 1999 : Prix d'honneur britannique pour ses réalisations de films publicitaires
- Berlinale 2007 : Mention spéciale du Glass Bear pour The Fall

Nominations
- Directors Guild of America 1999 : Nommé pour sa réalisation des clips Sarajevo (pour John Hancock), Séance (pour Miller Brewing Co.), Dances with Dog (pour Miller Brewing Co.) et Romance (pour Beck).